# Katholisches Internationales Zentrum von Genf
Das Katholische Internationale Zentrum von Genf (en.: International Catholic Centre of Geneva, Abkürzung: ICCG; fr.: Centre Catholique International Genéve, Abkürzung: CCIG; it.: Centro Cattolico Internazionale di Genevra) ist eine römisch-katholische Vereinigung von Gläubigen. Es wurde 1950 in Genf gegründet und arbeitet eng mit den Nichtregierungsorganisationen zusammen, die ihren Sitz und ihr Stimmrecht bei den Vereinten Nationen ausüben. Dem CCIG sind insgesamt 23 katholische Vereinigungen angeschlossen.

## Geschichte
Auf Initiative des Weltbundes der katholischen Frauenorganisationen schlossen sich in den 1950er Jahren internationale katholische Organisationen zusammen und gründeten in Genf das Katholische Internationale Zentrum von Genf. Den personellen Kern bildeten hierbei zunächst einmal sieben Laien. In den weiteren Jahren entwickelte sich das Tätigkeitsfeld und die Organisation nahm ihre Grundstruktur ein. Erst mit der 1992 überarbeiteten Satzung wurde die Bezeichnung „Katholisches Internationales Zentrum von Genf“ gewählt und die neue Organisationsform festgeschrieben.  Im gleichen Jahr erhielten sie, vom damaligen Päpstlichen Rat für die Laien, die Anerkennung zu einer internationalen katholischen Organisation päpstlichen Rechts und wurden in das offizielle Register aufgenommen. Die Standortwahl für Genf lag am Sitz des UN-Menschenrechtsrats, mit dem das CCIG einen Kooperationsvertrag abgeschlossen hat.

## Selbstverständnis
Die Mitglieder setzen sich für ein internationales Zusammenleben ein, fördern die öffentliche Meinung und sie wollen die Qualität der katholisch orientierten Nichtregierungsorganisationen, die in den Gremien der VN tätig sind, verbessern.  Zu diesem Zweck arbeiten sie mit den internationalen NGO zusammen, organisieren Veranstaltungen und Seminare und kooperieren eng mit dem  VN-Menschenrechtsrat. Darüber hinaus fördern sie Ausbildungsprogramme deren Schwerpunkte die Verwirklichung der weltweiten Menschenrechte unterstützen. 

## Organisation und Ausweitung
Das CCIG wählt in der Generalvollversammlung ein Leitungskomitee aus dessen Mitgliedern der Präsident gewählt wird. Das geschäftsführende Präsidium, mit dem Hauptsitz in Genf, besteht aus dem Präsidenten, dem Vizepräsidenten,   fünf Präsidiumsmitgliedern, dem Schatzmeister, dem Generalsekretär und einem Sekretär. Zum CCIG zählen 23 internationale Mitgliedsverbände und 33 Einzelmitglieder, das CCIG unterhält 10 internationale Partnerschaften. Als Publikation veröffentlicht das Zentrum die Monatsschrift „Informations Internationales“ in französischer, englischer und spanischer Sprache. 